# Nicolas-Jacques Camusat de Bellombre
Pour les articles homonymes, voir Camusat.
 Nicolas-Jacques Camusat de Bellombre (né le 21 octobre 1735 à Troyes où il est mort le 11 octobre 1809) est un homme politique français, maire de Troyes et député du tiers aux États généraux de 1789.

## Biographie
Nicolas-Jacques Camusat est le fils de Nicolas Camusat, seigneur de Messon, colonel de la milice et maire royal de Troyes de 1759 à 1765, qui se fait construire l'hôtel Camusat, et de sa cousine germaine, Marie Madeleine Camusat (mariés à Saint-Nicolas de Troyes le 22 septembre 1732).
Négociant à Troyes, il est élu, le 6 avril 1789, député du tiers aux États généraux par le bailliage de Troyes. Il fit partie de la majorité de la Constituante.
Dans la séance des « communes » du 27 mai, avant la réunion des trois ordres, Camusat de Belombre propose de tenter de nouveaux efforts auprès du clergé et de la noblesse et d'insister particulièrement pour prier les membres du clergé de continuer leur rôle de « conciliateurs » entre le tiers et la noblesse. 
Le 19 août, il annonce à l'Assemblée nationale que « les officiers du bailliage et siège présidial de Troyes » viennent de décider qu'ils jugeront désormais gratuitement « tous les procès et contestations, tant civils que criminels, qui seraient portés en leur tribunal en première instance et par appel. »
Il est élu maire de Troyes en 1790.

## Famille
Le 6 juillet 1761, il épouse dans la chapelle du château de Belombre à Escolives sa cousine Anne-Françoise-Elisabeth Lemuet de Belombre, fille de Joseph Christophe Lemuet de Belombre, lieutenant général d'épée au bailliage d'Auxerre et Anne Camusat .  
Leur fille Germain Joséphine Camusat épouse (avant juillet 1788) le négociant Marc-Antoine Blondat.